# 朝日銀行

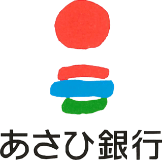

株式会社朝日銀行（日语：株式会社あさひ銀行，あさひぎんこう，The Asahi Bank, Ltd.）是日本的一家都市銀行，在2003年和大和銀行合併，成為現在的里索那銀行、埼玉里索那銀行。朝日銀行的前身是都市銀行中規模較小的協和銀行，以及以埼玉縣為主要據點的埼玉銀行，兩家銀行在1991年4月合併，並定名為朝日銀行。1990年代末期，朝日銀行一度有和三和銀行、東海銀行合併的構想。但由於三行圍繞合併後新銀行的主導權展開糾紛，東海銀行和三和銀行退出合併構想，朝日銀行和大和銀行合併為里索那銀行。

## 外部連結
- あさひ銀行